# Leader's High!
『Leader's High!』（リーダーズハイ!）は神堂あらしの漫画。『月刊少年ブラッド』（ソフトバンククリエイティブ）2006年5月号から連載開始。7話掲載されたところで同誌が休刊し、『FlexComixブラッド』に移行して残り2話を発表、2007年3月に終了した。全1巻、全9話。テンションの高いドタバタコメディ。住人の多くが魔法を使える無国籍風の世界を舞台に、魔法を使えない主人公が巻き込まれる受難を描く。

## あらすじ
突然出奔した父親に代わり、アキモト魔法学園の学園長を任されたアキモト大地。しかし彼は魔法を使えた例がなかった。運命の出会いだと思い込んで大地につきまとう生徒会長のヒイラギ夜空や、大地を目の仇にする生徒会長ファンクラブ、生徒会に取って代わろうとする裏生徒会、学園長に喧嘩を売ってくる教師など様々な問題が束になってやってくる。その対処の中で、大地本人も気付かなかった才能が次第に現れる。

## 登場人物
アキモト大地（アキモト だいち）
父親に代わり学園長に就任した11歳の少年。本人の意思に関係なく、騒ぎに毎回巻き込まれる。ヒイラギ夜空から激しく求愛されているが二人の間には明確な温度差がある。魔法を使えないことが悩みの種。女装させられる展開が多い。
ヒイラギ夜空（ヒイラギ よぞら）
テンションの高い才女で生徒会長。スタイル抜群、生徒の中では最強の魔力の持ち主で、彼女に近付く者はファンクラブから嫉妬の攻撃を受ける羽目になる。ミッドナイト湖音のインチキ占いを真に受けており、空から降ってきた大地を運命の恋人と思い定めてベタベタまとわりつく。
クロ
大地の父親である大都の使い魔。普段は人間の姿をしているが正体は黒猫で、本名は黒点号（こくてんごう）。主人の大都のことが第一で、大地は二の次。
ホムラ華恋（ホムラ かれん）
教師。着物に唐傘と、どこか和風の風体だが、頭の上にサングラスを乗せている。前学園長の大都に幾度と無く挑戦しては破れており、代わりに学園長に就任した大地にも喧嘩を吹っかける。ただし授業時間の間は良い先生。
ススキ
教師。魔獣を管理する。穏やかな性格で、魔獣さえ無事なら人間のことは気にしない。
タマロ
ススキのペット。子猫風の体に羽と長い尻尾がある。人間と合体することで特殊能力を与える。
大都
大地を溺愛する、自由気ままな道楽親父。学園を息子に任せて旅に出る無責任さと、息子を巡って夜空と張り合う大人気なさを兼ね備える。
雪乃（せつの）
大地の母親。大都になついているクロとはライバル的関係にある。
美蝶女魔法戦士バタ・フラりん（びちょうじょまほうせんしバタフラりん）
変身ステッキを使って変身する魔女っ娘。だが寄る年波には勝てなかった。
ミッドナイト湖音（ミッドナイト こいん）
インチキ占いが得意な芸人。偉そうな態度で適当な宣託を授ける。

## 単行本
- 全1巻 2007年5月25日発行（5月10日発売） ISBN 978-4-7973-4226-0